# Vazel
Vazel (Bulgaars: Възел) is een dorp in Bulgarije. Het dorp is gelegen in de gemeente Tsjernootsjene, oblast Kardzjali. Het dorp ligt 7 km ten noorden van Kardzjali en 199 km ten zuidoosten van de hoofdstad Sofia. 

## Bevolking
Op 31 december 2020 werden er 77 inwoners in het dorp Vazel geregistreerd door het Nationaal Statistisch Instituut van Bulgarije.
| Bevolkingsontwikkeling tussen 1934 en 2020          |
| --------------------------------------------------- |
|                                                     |
| Bron: Nationaal Statistisch Instituut van Bulgarije |

In het dorp wonen nagenoeg uitsluitend Bulgaarse Turken. In de volkstelling van 2011 identificeerden 46 van de 49 ondervraagden zichzelf met de "Turkse etniciteit". 3 respondenten noemden zichzelf etnische Bulgaren.
| Etnische samenstelling van de respondenten (2011) | Etnische samenstelling van de respondenten (2011) | Etnische samenstelling van de respondenten (2011) | Etnische samenstelling van de respondenten (2011) | Etnische samenstelling van de respondenten (2011) |
| ------------------------------------------------- | ------------------------------------------------- | ------------------------------------------------- | ------------------------------------------------- | ------------------------------------------------- |
|                                                   |                                                   |                                                   |                                                   |                                                   |
| Bulgaren                                          | Bulgaren                                          |                                                   | 6,1%                                              | 6,1%                                              |
| Turken                                            | Turken                                            |                                                   | 93,9%                                             | 93,9%                                             |
| Roma                                              | Roma                                              |                                                   | 0,0%                                              | 0,0%                                              |
| Anders/Onbekend                                   | Anders/Onbekend                                   |                                                   | 0,0%                                              | 0,0%                                              |

Van de 74 inwoners die in februari 2011 werden geregistreerd, waren er 7 tussen de 0-14 jaar oud (9,5%), 56 inwoners waren tussen de 15-64 jaar oud (75,7%) en 11 inwoners waren 65 jaar of ouder (14,9%).